# Біличі (Київ)
Бі́личі — історична місцевість, селище і житловий масив міста Києва. Розташовані між проспектами Берестейським, Академіка Палладіна, вулицею Академіка Булаховського і лісом.

## Історія

### Село Біличі

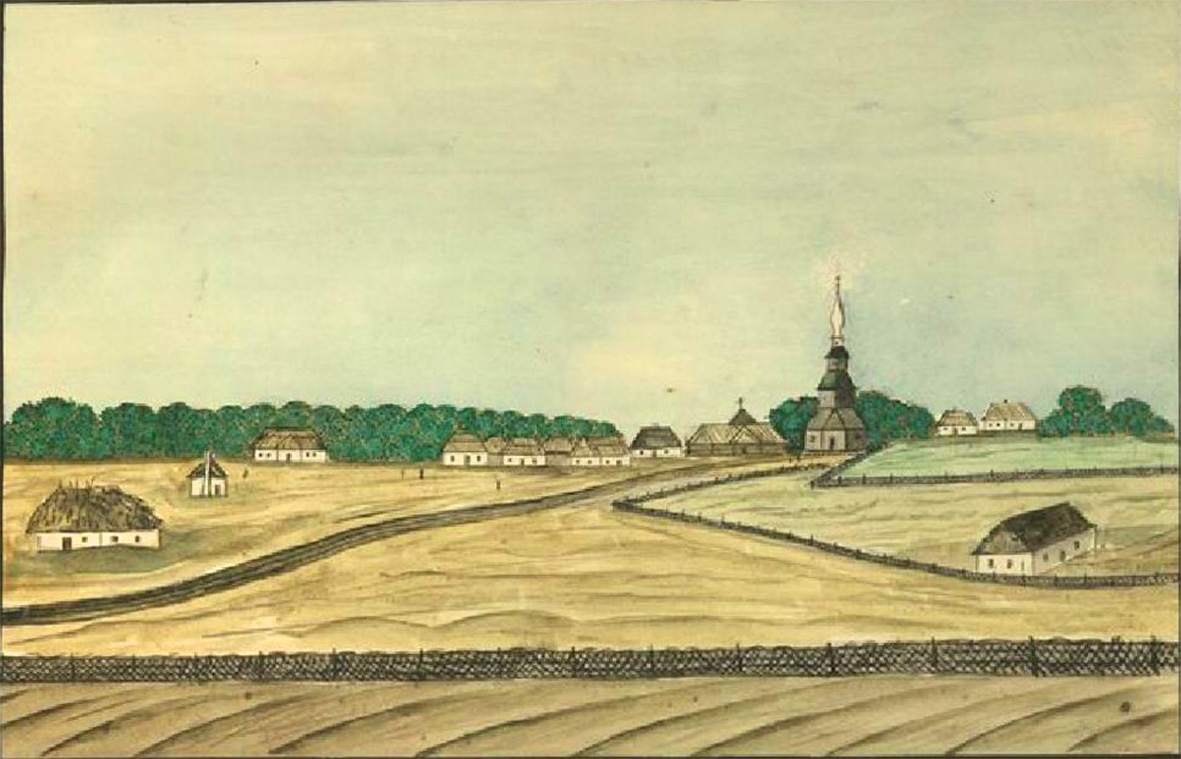
Де ля Фліз. Село Біличі (1854)

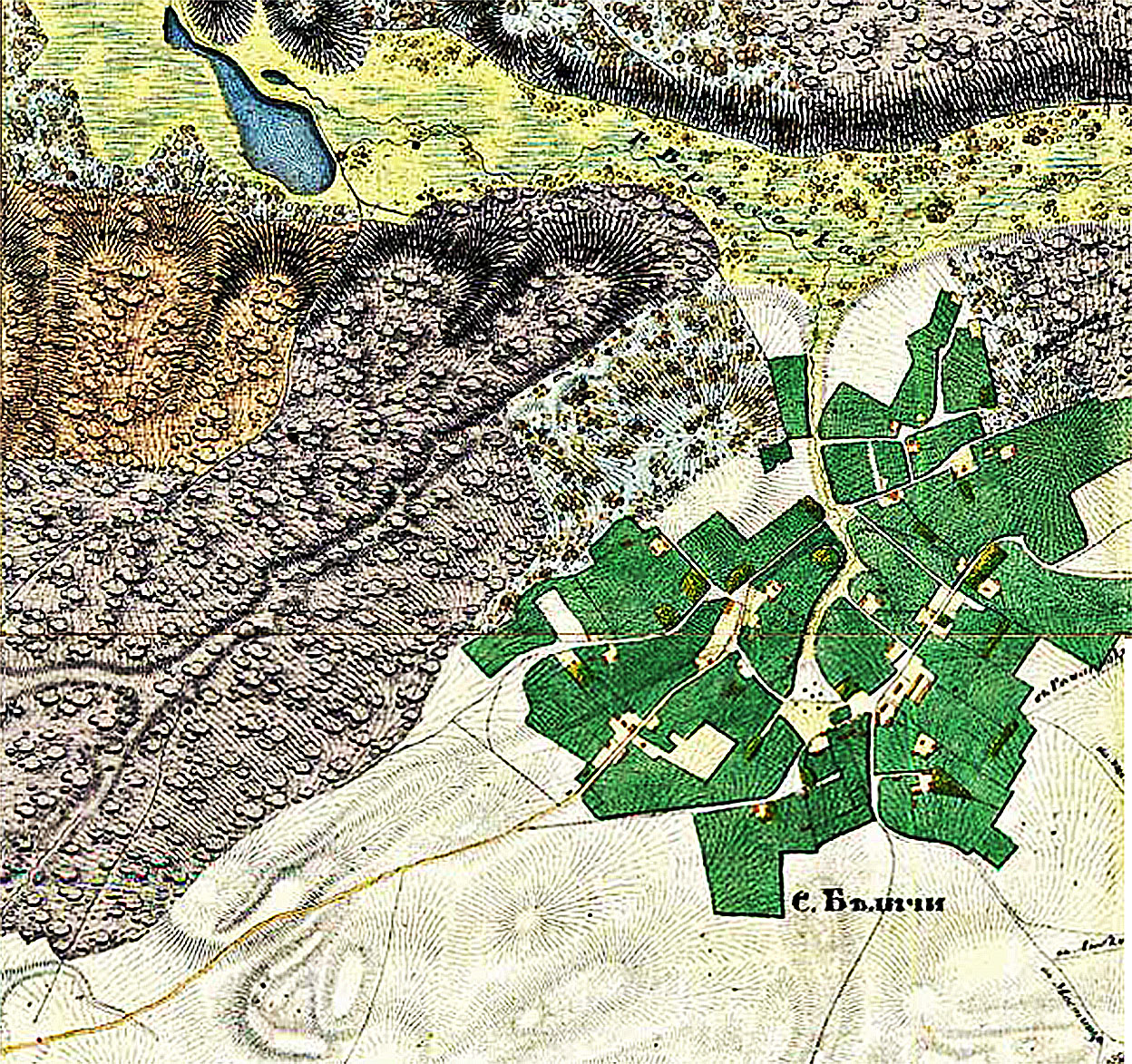
План с. Біличі (1842). Через село пролягав рів Шалена Баба, вгорі — річка Борщагівка і Святошинський став, ліворуч — Біличанський шлях, праворуч — шлях на Романівку

Вперше згадане 1160 року як поселення Буличі. Назва від імені Булич. За іншою версією, назва поселення пов'язана з арабським словом بلوط (булуч) — «дубовий гай»: поблизу Біличів протікає річка Борщагівка (притока Ірпіня), обабіч берегів якої тягнувся дубовий ліс. Під сучасною назвою — з XVI століття. В XVIII століття належали Києво-Печерській лаврі. З утворенням Київської губернії (1797 рік), Біличі увійшли до складу Білогородської волості Київського повіту і губернії, з 1828 року — до Петропавлівсько-Борщагівської волості, пізніше — знову до Білогородської волості. Після секуляризації церковних земель 1786 року селяни с. Біличі потрапили до категорії казенних, тобто державних селян і сплачували державі податок та оброк у розмірі 3 крб. 53 коп. з душі на рік.
Місцева парафіяльна церква св. Іоанна Предтечі розташовувалася поблизу перехрестя Осінньої та Бучанської вулиць, на військовій карті 1930-х років — місцезнаходження церкви позначене поблизу перехрестя сучасних вулиць Чорнобильської та Академіка Єфремова.
У 1932–1933 роках під час штучного Голодомору загинуло 250 мешканців села Біличі.
Перше включення Біличів до Києва відбулося в жовтні 1923 року. У зв'язку з частими реформами, статус села постійно змінювався. У 1923–1927 роках село входило до Будаївського, а в 1927–1930 роках — до Київського району Київської округи. У 1930–1937 роках с. Біличі входило до Київської приміської смуги з безпосереднім підпорядкуванням міськраді, воно було центром Білицької сільради. У 1937–1966 роках Біличі входили до Києво-Святошинського району Київської області.
Метричні книги, клірові відомості, сповідні розписи церкви св. Іоанна Предтечі с. Біличі (приписні сс.* Романовка з ц. св. Георгія, хут. Стоянка, Любка, Дегтяри, Галагани) XVIII ст. — Київського повіту Київського нам., з 1797 р. Київського пов. Київської губ.; XIX ст. — Білогородської волості Київського пов. Київської губ. зберігаються в ЦДІАК України.
Дерев'яна церква Зачаття Іоана Предтечі була збудована у 1797 році коштом київського купця Івана Долинного. 1852 року її відремонтували, тоді ж спорудили нову дерев'яну дзвіницю. Згідно з малюнком Домініка П'єра Де ля Фліза (1850-ті), це був тричастковий одноголовий барочний храм, увінчаний високим куполом з двома заломами та грушоподібним ліхтариком.
У 1930-ті роки храм був закритий за розпорядженням радянської влади та відновив свою діяльність під час німецької окупації. Храм розташовувався на місці нинішньої автостоянки біля школи № 55 на Осінній вулиці. У 1950-х роках був остаточно закритий та знесений.
З 2006 року збудований на новому місці за адресою: Чорнобильська вулиця, 15-А.

### Топонімія села Біличі
Поділялося на такі кутки: Босьонки, Вовки, Ґалаґани, Деркачі, Мовчуни, Сажалки, Сивані, Хайли, Фузики, Цундарі, Шуляки.
- Босьонки розташовувалися в районі нових кварталів сучасної Чорнобильської вулиці та були знесені наприкінці 1980-х років.
- Вовки є наймолодшим кутком села і розташовуються у його західній частині.
- Ґалаґани розташовані у північно західній частині села (кінцева частина Обухівської вулиці).
- Деркачі розташовувалися у східній частині села, в районі початку Осінньої вулиці.
- Мовчуни розташовувалися у південно-західній частині села і були майже повністю знесені на межі 1980-90-х років (локалізація — кінцева частина вулиці Миколи Ушакова та прилеглі вулиці).
- Сажалки розташовувалися у південно-східній частині села, локалізація — на місці школи № 288, вул. Ірпінська, 68-А.
- Сивані розташовані у східній частині села, прилеглій до проспекту Палладіна.
- Фузики розташовувалися дещо на південний схід від географічного центру села, цей куток був найстарішим, розташовувався вздовж нинішньої Чорнобильської вулиці в районі перехрестя з Ірпінською та Прилужною вулицями; знесений у 1980-ті роки.
- Хайли розташовані у північній частині села, біля кладовища.
- Цундарі розташовані у північно-східній частині села, біля стику проспекту Академіка Палладіна та вулиці Академіка Булаховського.
- Шуляки розташовані у північній частині села.

### Житловий масив Біличі
2 лютого 1966 року село Біличі включено до меж міста Києва, а 24 лютого 1966 року — до складу Жовтневого району Києва. У 1973 році утворено Ленінградський район Києва, куди увійшов масив Новобіличі.
З 1988 року на знесеній південній частині селища Біличі та північно-західній частині Святошина (між проспектами Академіка Палладіна і Чорнобильською вулицею) звели однойменний масив, який складається з чотирьох мікрорайонів:
- 8-й — між проспектами Берестейським, Академіка Палладіна, вулицями Ірпінською, Чорнобильською;
- 10-й — між Берестейським проспектом, вулицями Прилужною, Чорнобильською, Миколи Ушакова;
- 12-й — між проспектом Академіка Палладіна, вулицями Ірпінською, Чорнобильською, Академіка Єфремова;
- 13-й — між вулицями Чорнобильською, Прилужною, Миколи Ушакова, Академіка Єфремова.

На території житлового масиву розташовані школи № 50, 287, 288 і 304, центри первинної медико-санітарної допомоги № 1 (вул. Академіка Єфремова, 11) і № 3 (вул. Чорнобильська, 5/7), автобусна станція № 5 «Дачна» (Берестейський проспект, 142).
Від Святошина до селища Біличі пролягав Біличанський шлях, на якому виникли сучасні вулиці Біличанська і Василя Стуса. Окрім того, у 1900–10-х роках існувала Біличанська вулиця (сучасна Чорнобильська вулиця).

## Зображення

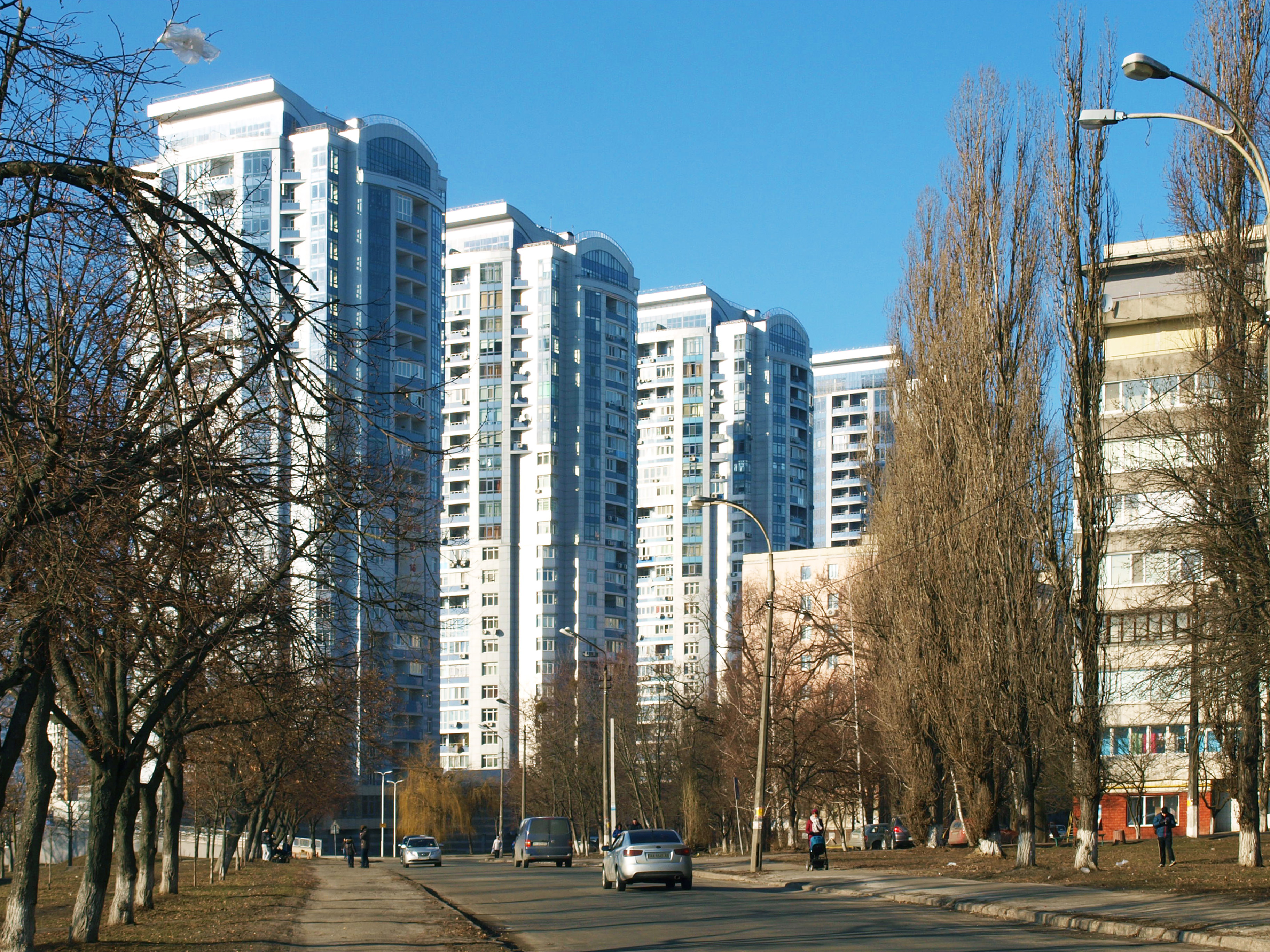
8-й мікрорайон Біличів, вул. Миколи Ушакова
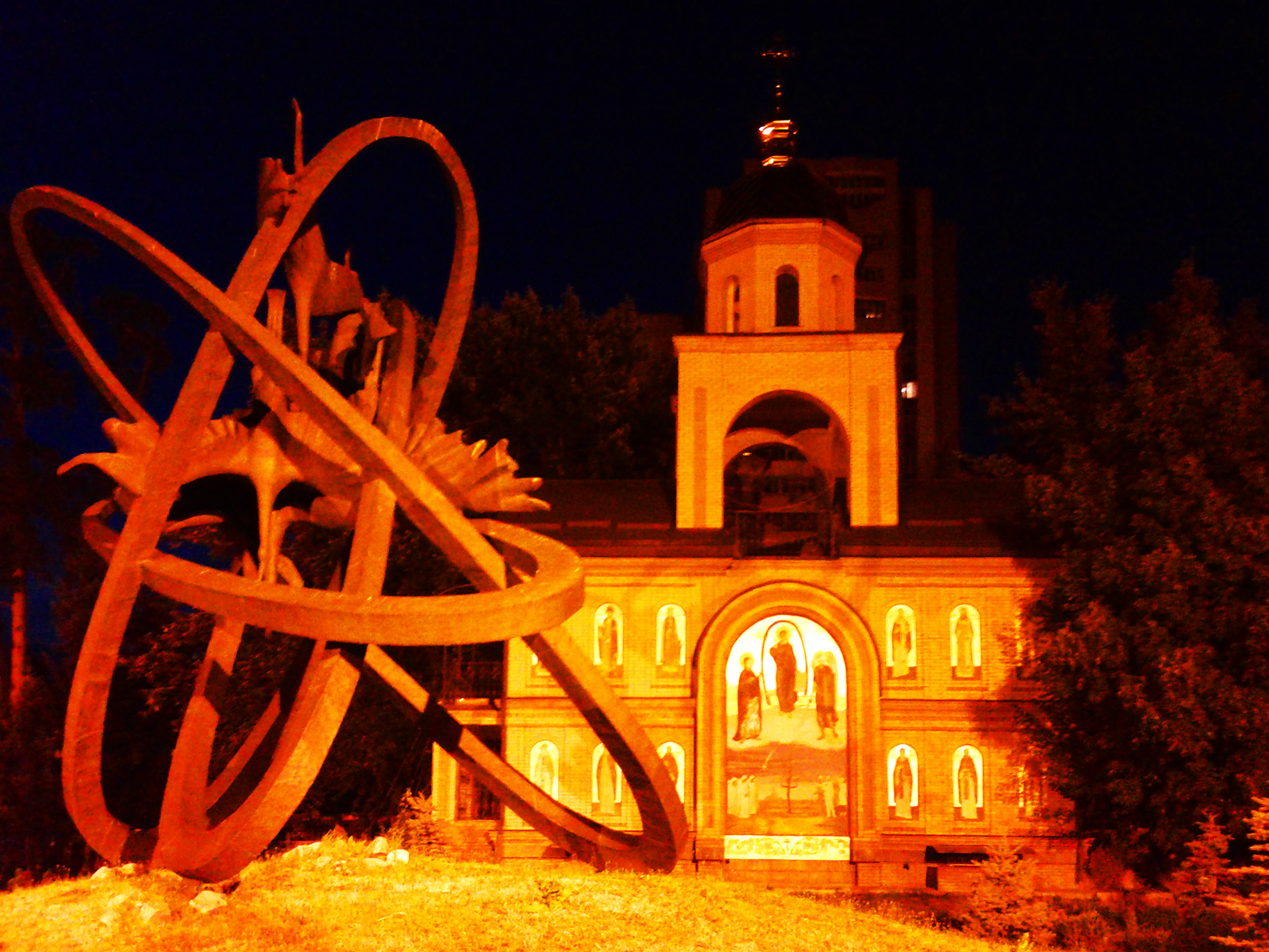
Храм святителя Феодосія Чернігівського і пам'ятник жертвам Чорнобиля
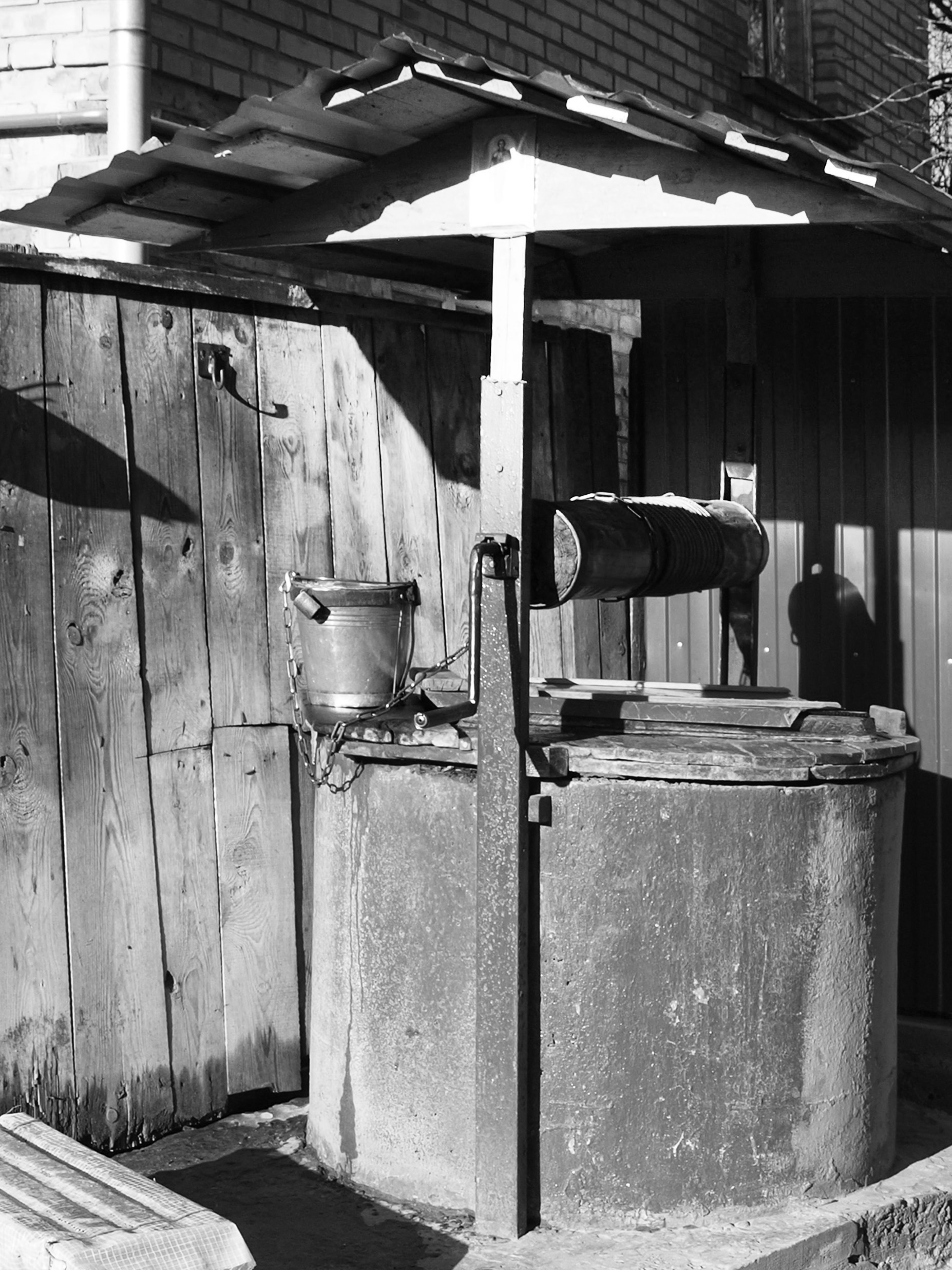
Село Біличі. Стара криниця
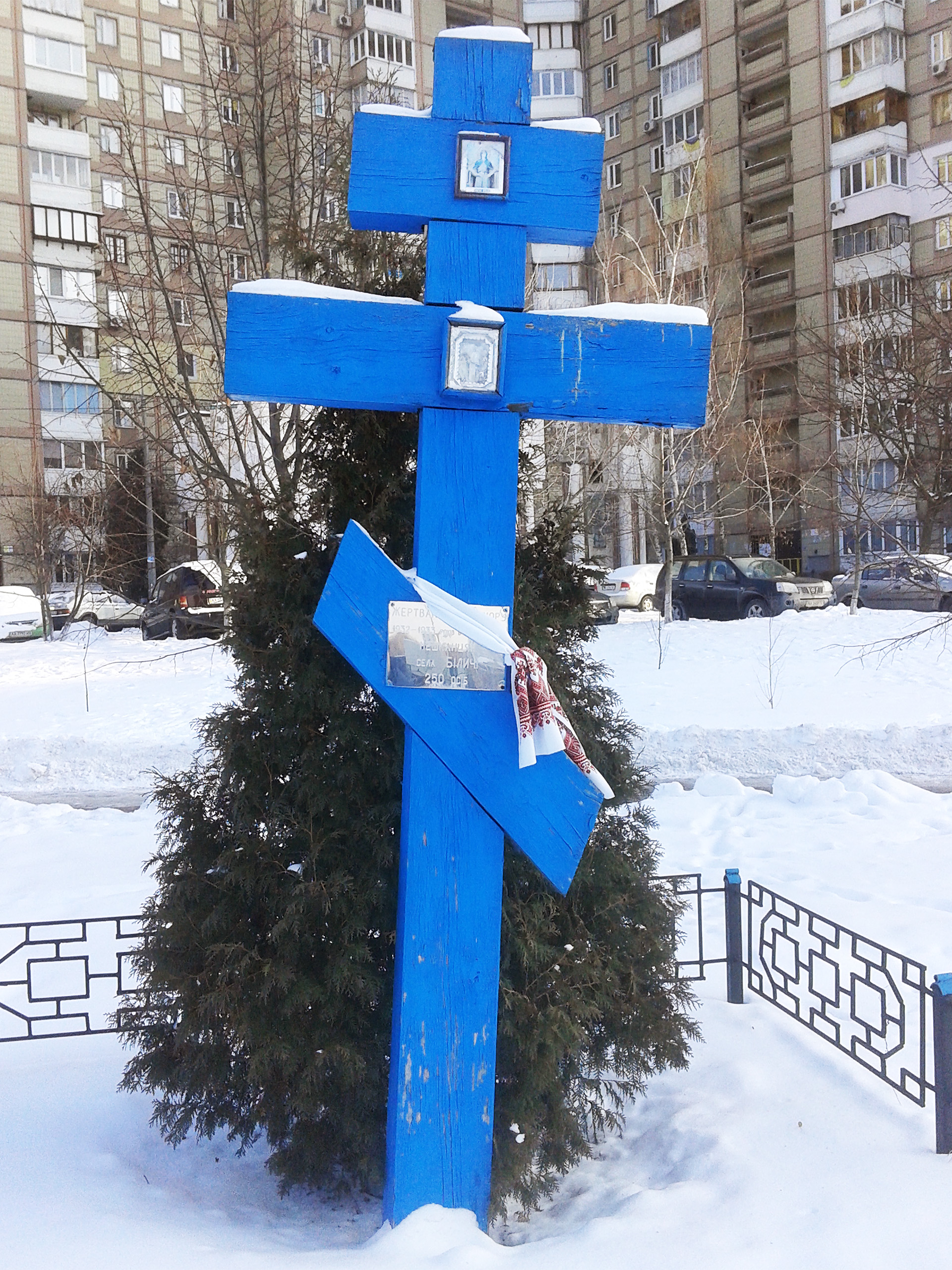
Пам'ятний хрест 250 мешканцям с. Біличів, загиблим під час Голодомору
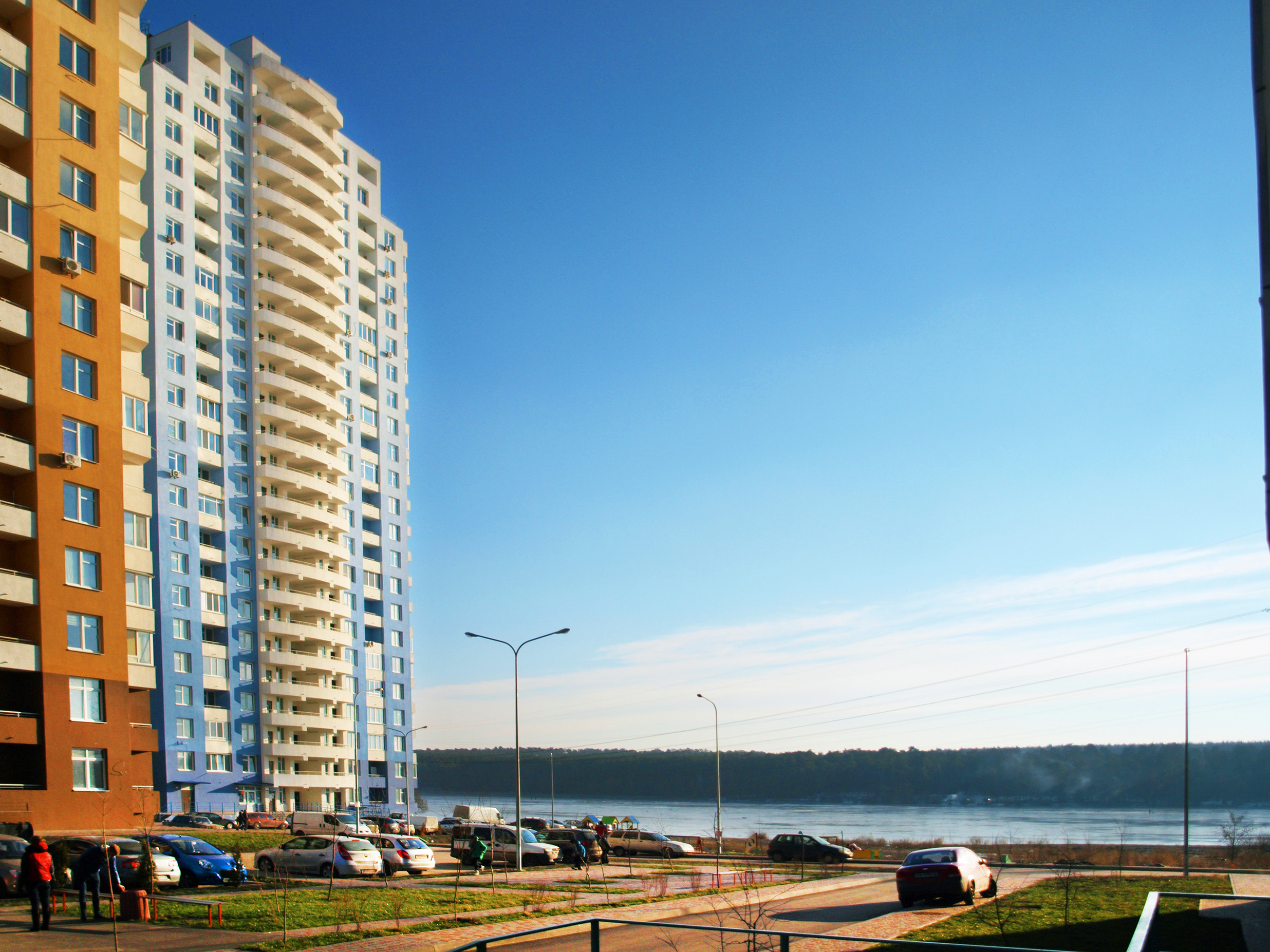
Вулиця Обухівська, берег Святошинського озера
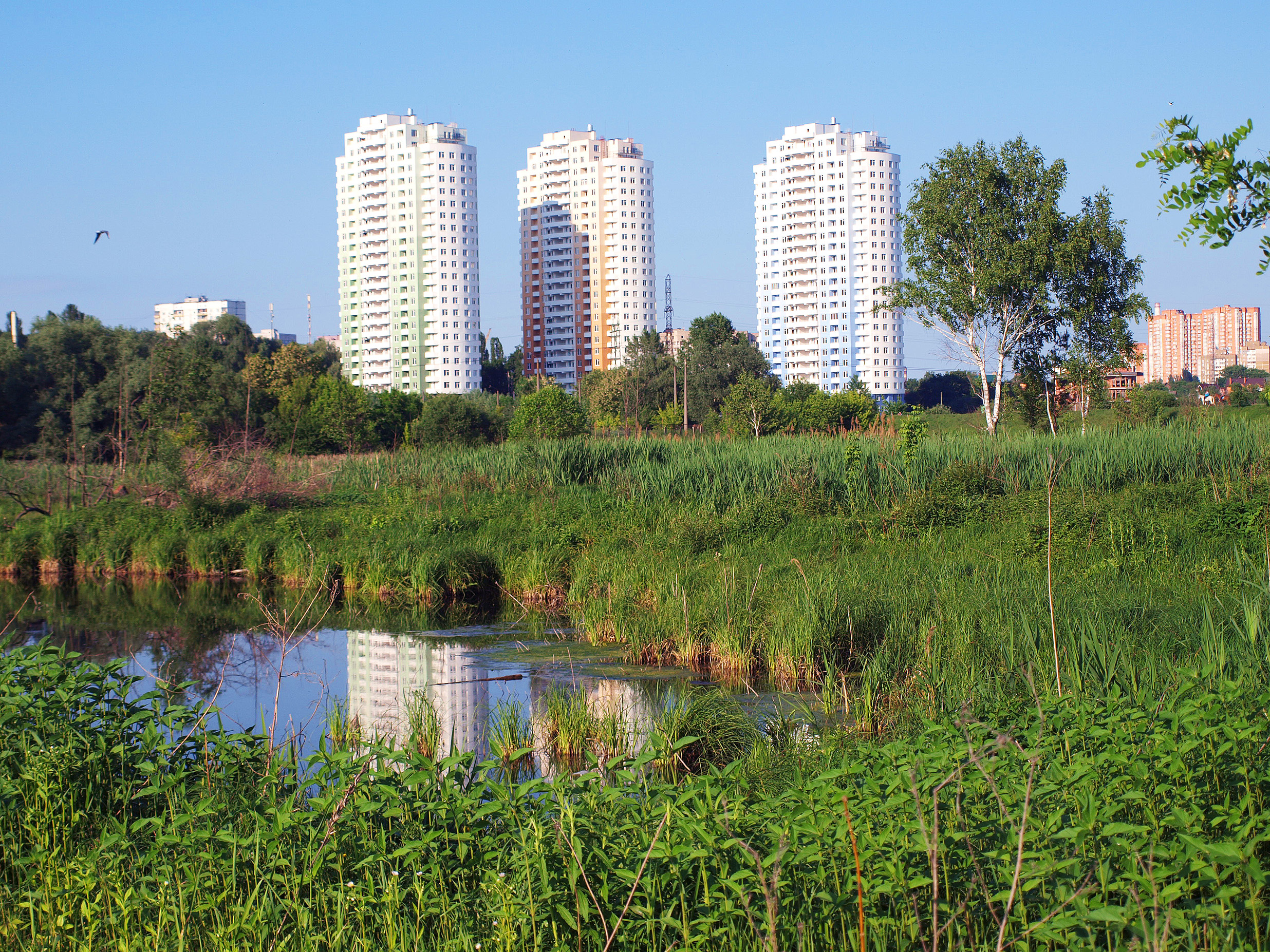
Краєвид з боку річки Борщагівки
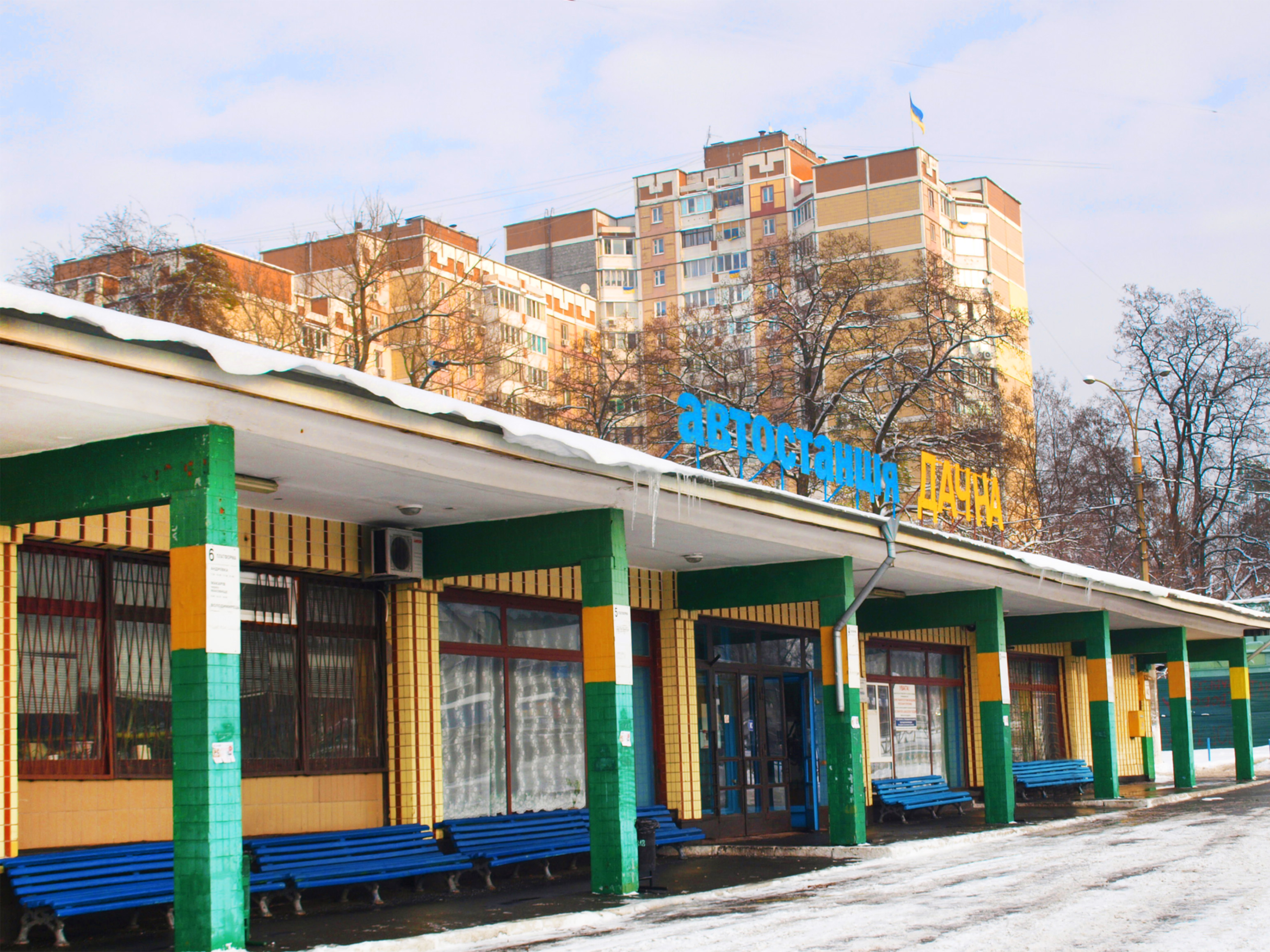
Автостанція № 5 «Дачна»
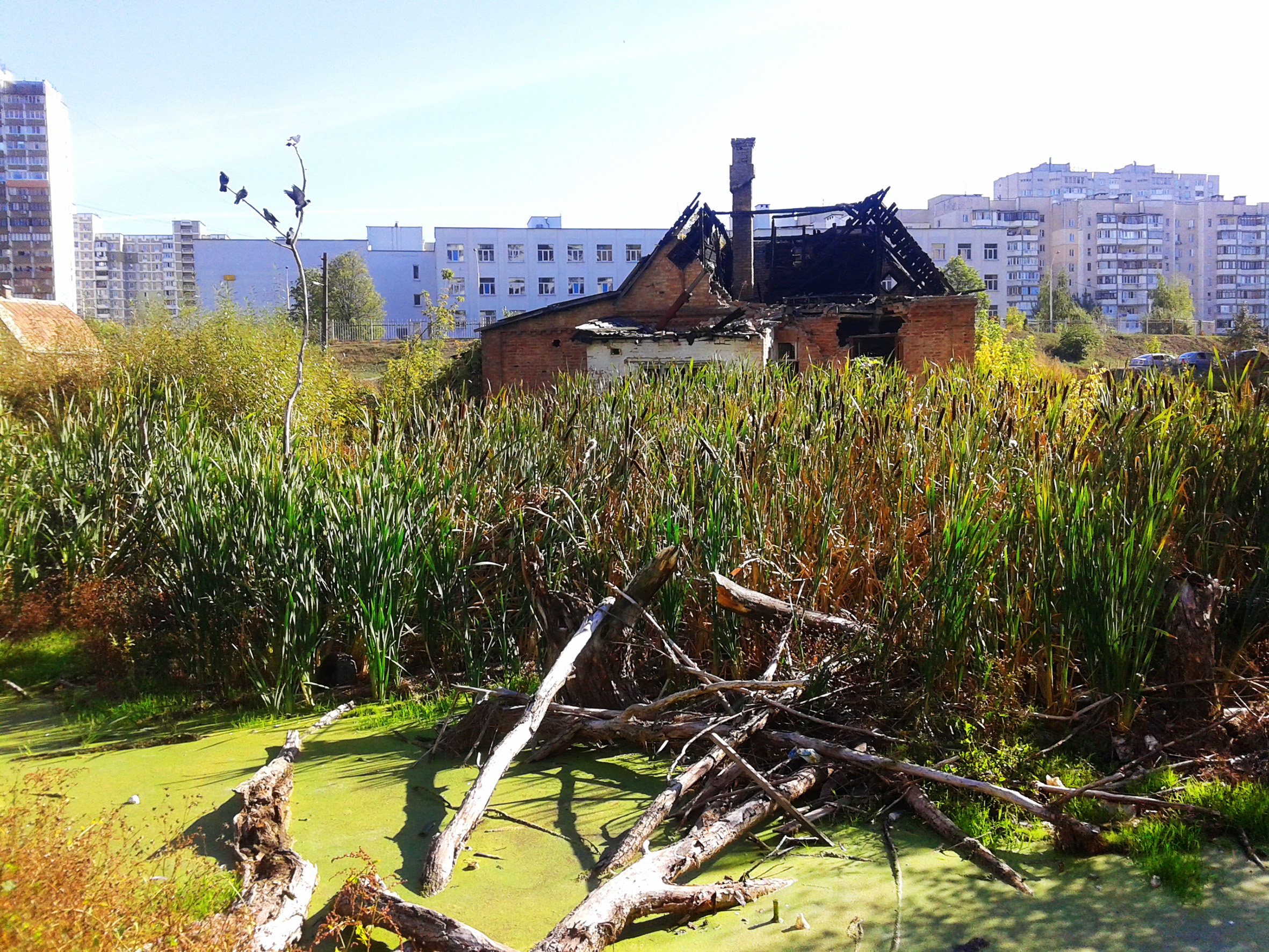
«Відьмине болото», вул. Прилужна (13-й мікрорайон)
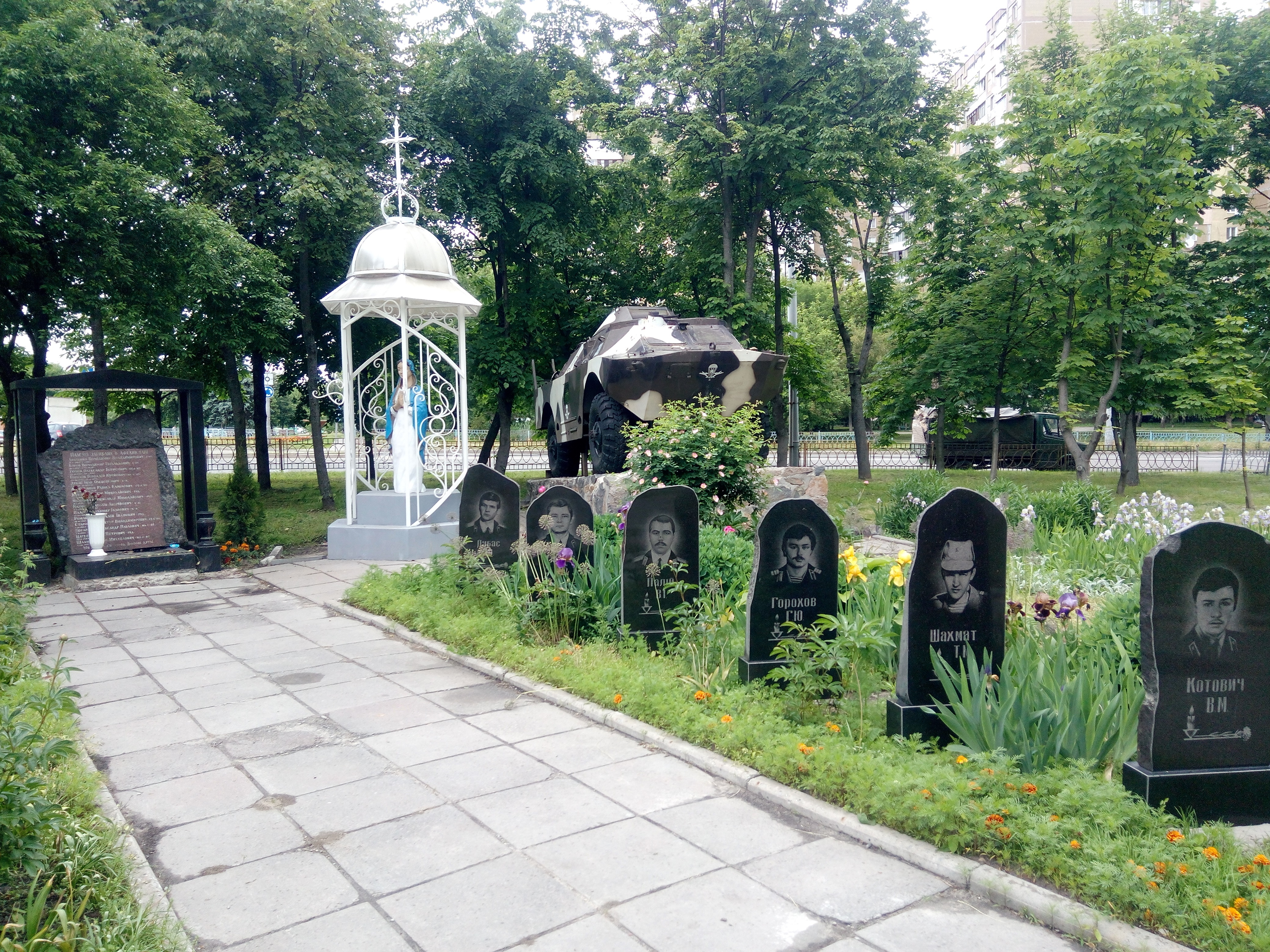
Меморіал загиблим воїнам-афганцям
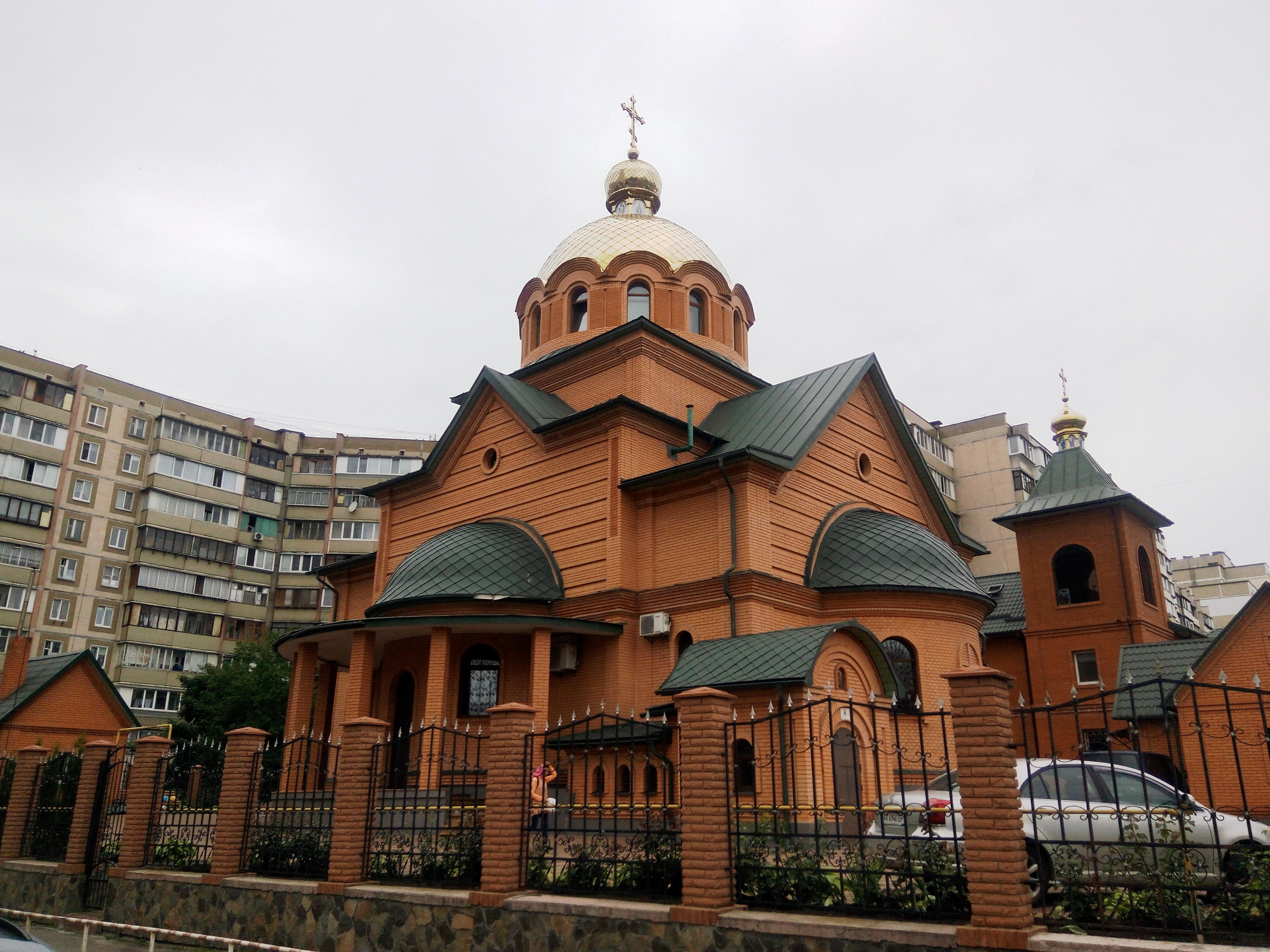
Храм Зачаття Іоанна Предтечі (УПЦ МП)
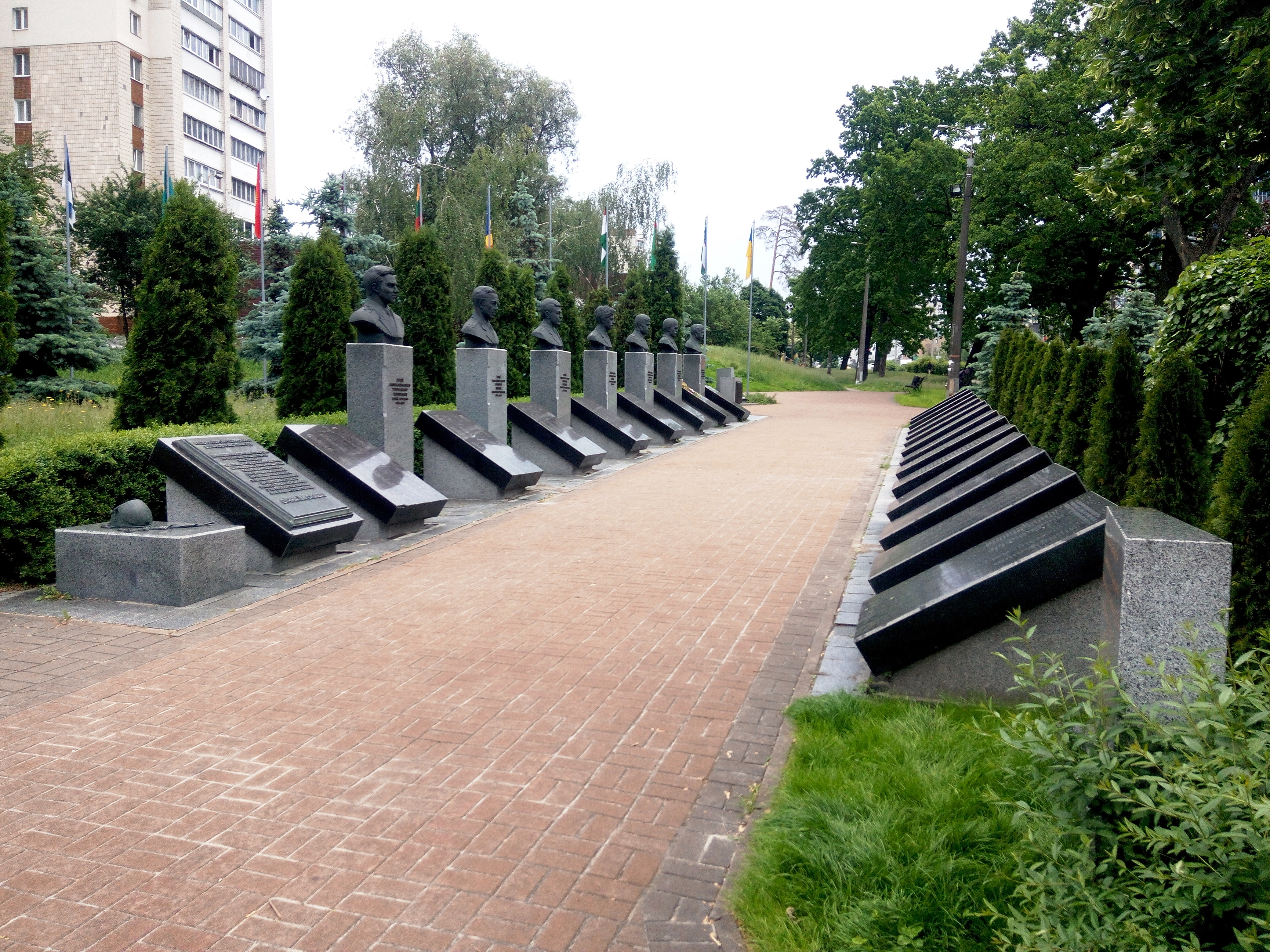
Алея «Героїв Чорнобиля»
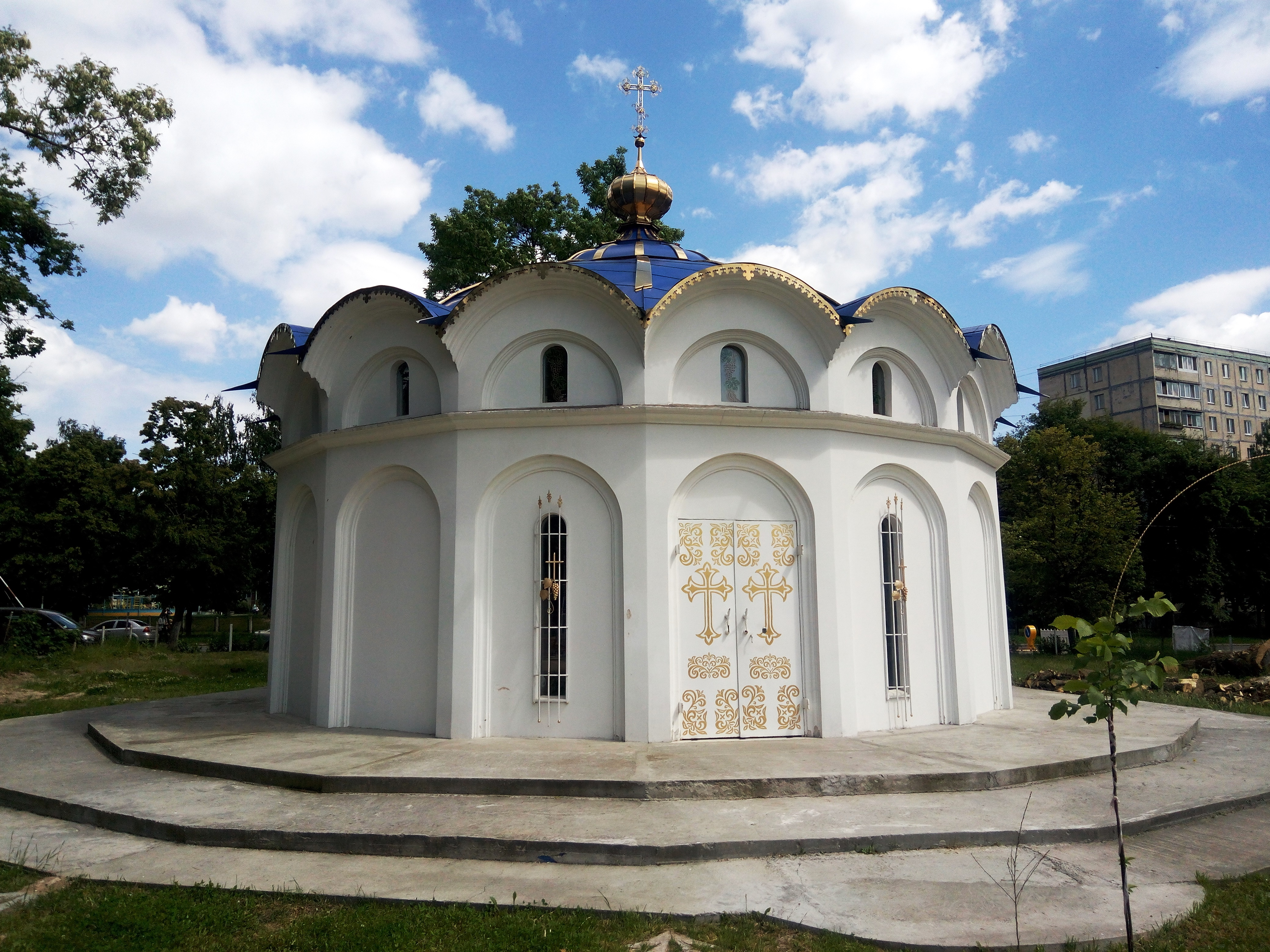
Храм на честь Духа Святого (ПЦУ)
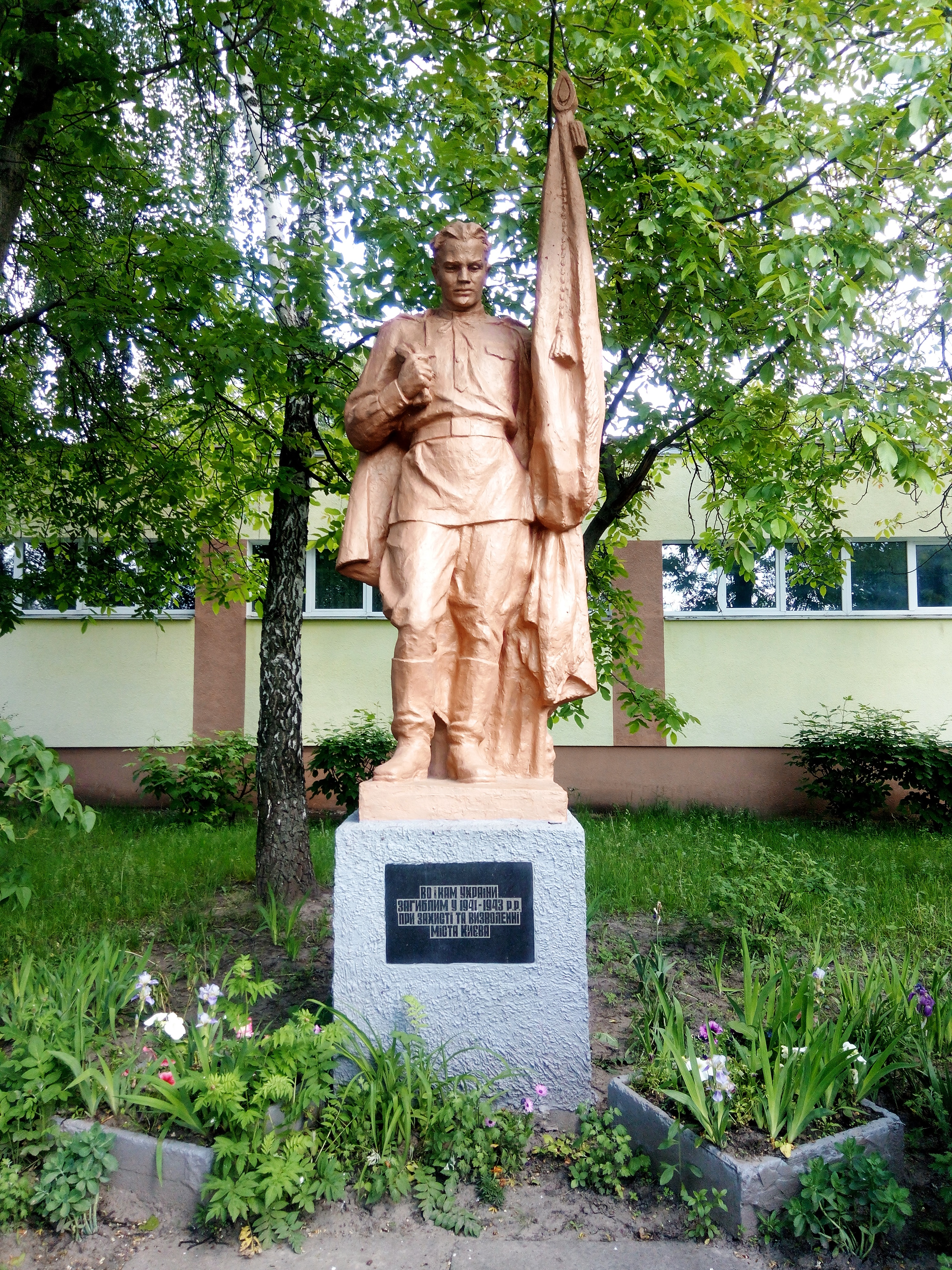
Пам'ятник воїнам-визволителям Києва у дворі загальноосвітньої школи № 72
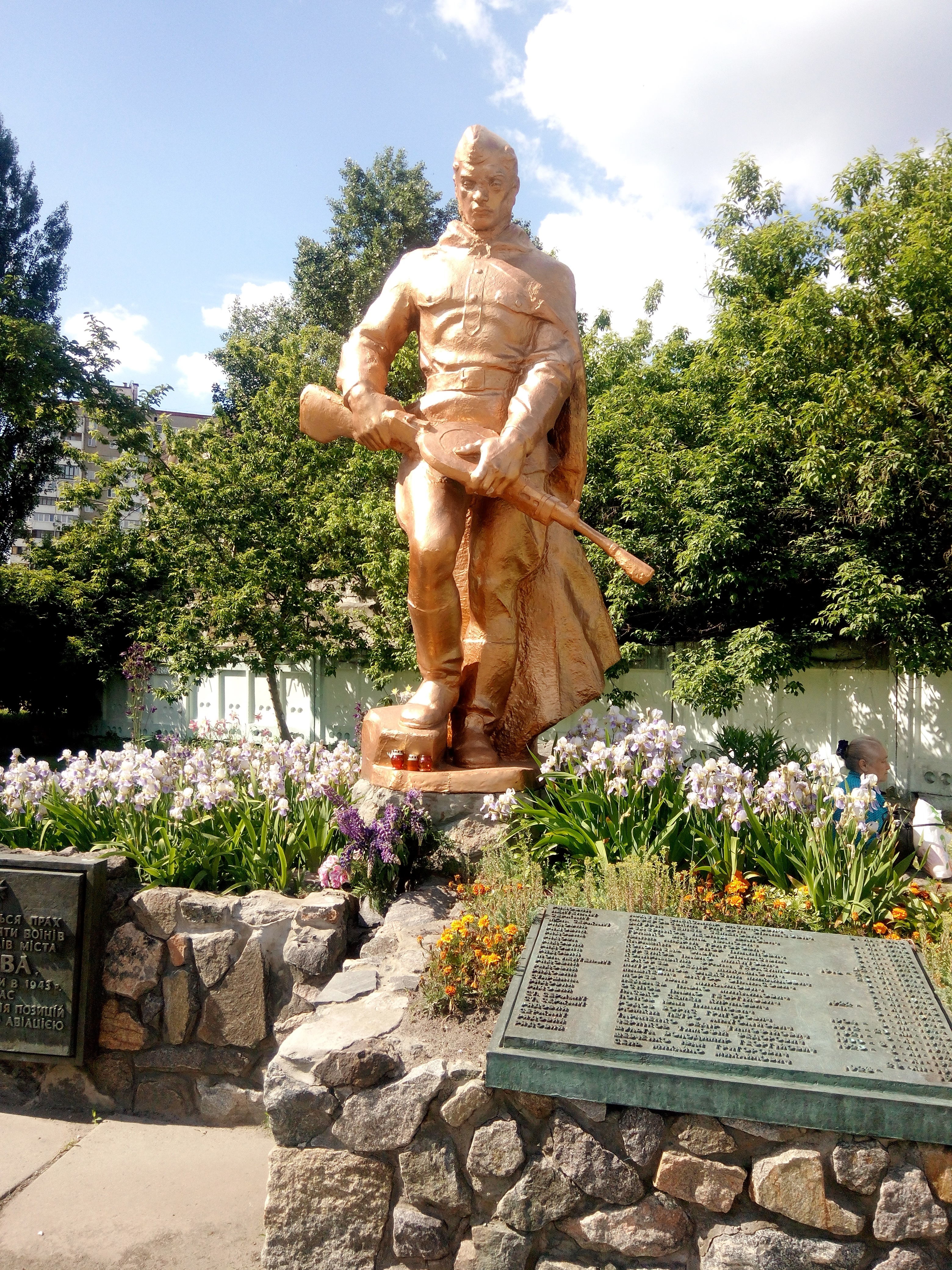
Пам'ятник воїнам загиблим в роки Другої світової війни